# Solis (Obervaz)
Solis (toponimo tedesco; in romancio Solas) è una frazione del comune svizzero di Obervaz, nella regione Albula (Canton Grigioni).

## Monumenti e luoghi d'interesse

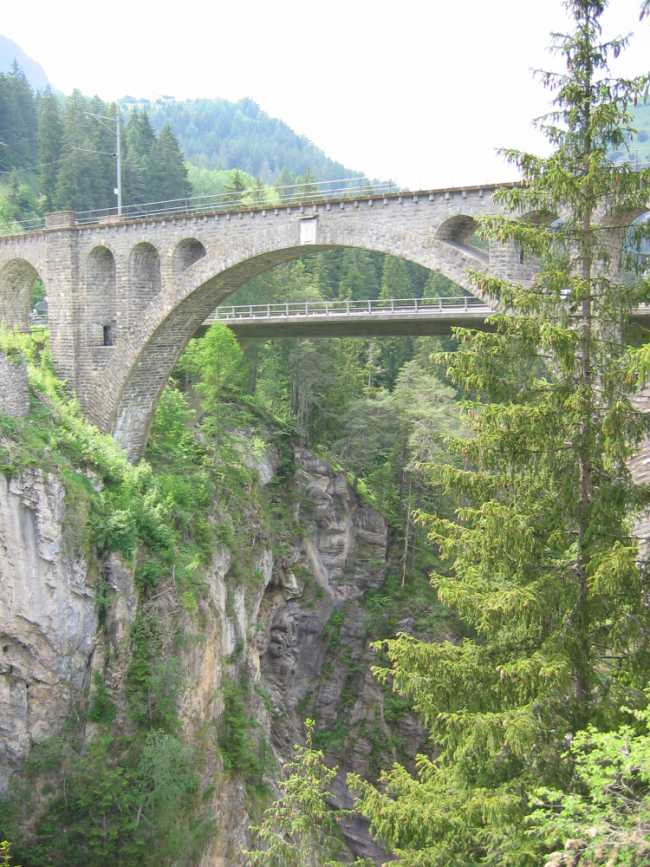
Il viadotto di Solis

- Santuario della Visitazione e di San Felice in località Ober-Solis, eretto nel 1688[1];
- Viadotto di Solis in località Unter-Solis, eretto nel 1903[1].

## Geografia antropica
La località si compone dei due nuclei di Ober-Solis (12 abitanti nel 2004) e Unter-Solis.

## Infrastrutture e trasporti

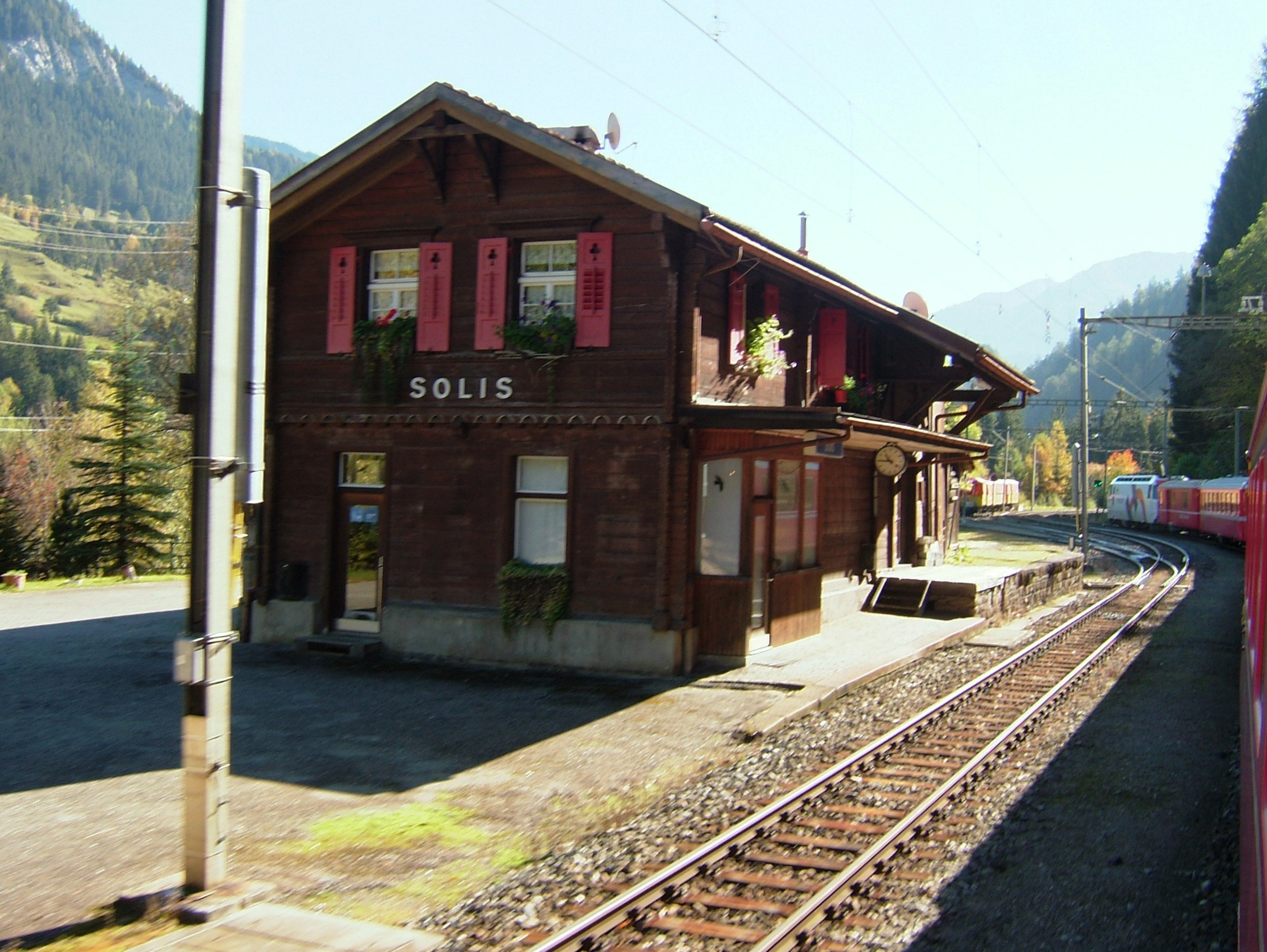
La stazione di Solis

La località è servita dalla stazione di Solis sulla ferrovia dell'Albula.